# Portugal op het Eurovisiesongfestival 1992
Portugal nam deel aan het Eurovisiesongfestival 1992 in Malmö, Zweden. Het was de 29ste deelname van het land op het Eurovisiesongfestival. De selectie verliep via het jaarlijkse Festival da Canção. De RTP was verantwoordelijk voor de Portugese bijdrage voor de editie van 1992.

## Selectieprocedure
Net zoals de voorbije jaren werd ook dit jaar de kandidaat gekozen via het jaarlijkse Festival da Canção.
In totaal werden er eerst 5 halve finale's georganiseerd waar elk 3 liedjes aan deelnamen. Elke winnaar van de halve finales mocht naar de finale waar ook nog 5, door de nationale omroep gekozen, artiesten deelnamen.
De winnaar werd gekozen door 22 regionale jury's.
| Volgorde | Artiest        | Lied                        | Punten | Plaats |
| -------- | -------------- | --------------------------- | ------ | ------ |
| 1        | Rita Guerra    | "Meu amor inventado em mim" | 170    | 2      |
| 2        | Dina           | "Amor d'água fresca"        | 230    | 1      |
| 3        | Luís Duarte    | "Um amigo sempre à mão"     | 47     | 10     |
| 4        | José Carvalho  | "Foi aparecida"             | 100    | 8      |
| 5        | Isabel Campelo | "Boa noite, tristeza"       | 141    | 4      |
| 6        | Nani           | "Eu sou maria-rapaz"        | 157    | 3      |
| 7        | Os Safari      | "Amo o sol"                 | 140    | 5      |
| 8        | Maria Emauz    | "Outra noite"               | 52     | 9      |
| 9        | Cristina Roque | "A tua cor café"            | 137    | 6      |
| 10       | Diana          | "Um adeus que demora"       | 102    | 7      |

## In Malmö
In Zweden moest Portugal optreden als 8ste na Zweden en voor Cyprus.
Na de puntentelling bleek dat Portugal als 17de was geëindigd met een totaal van 26 punten. 
Nederland en België hadden geen punten over voor deze inzending.

### Gekregen punten

#### Finale
| 12 punten     | 10 punten | 8 punten             | 7 punten                | 6 punten |
| ------------- | --------- | -------------------- | ----------------------- | -------- |
|               |           | - Duitsland - Israël |                         |          |
| 5 punten      | 4 punten  | 3 punten             | 2 punten                | 1 punt   |
| - Joegoslavië |           |                      | - Finland - Griekenland | - Italië |

### Punten gegeven door Portugal

#### Finale
Punten gegeven in de finale:
| 12 punten | Malta       |
| 10 punten | Duitsland   |
| 8 punten  | Italië      |
| 7 punten  | Israël      |
| 6 punten  | IJsland     |
| 5 punten  | Griekenland |
| 4 punten  | Ierland     |
| 3 punten  | Oostenrijk  |
| 2 punten  | Cyprus      |
| 1 punt    | Denemarken  |

1964 · 1965 · 1966 · 1967 · 1968 · 1969 · 1970 · 1971 · 1972 · 1973 · 1974 · 1975 · 1976 · 1977 · 1978 · 1979 · 1980 · 1981 · 1982 · 1983 · 1984 · 1985 · 1986 · 1987 · 1988 · 1989 · 1990 · 1991 · 1992 · 1993 · 1994 · 1995 · 1996 · 1997 · 1998 · 1999 · 2000 · 2001 · 2002 · 2003 · 2004 · 2005 · 2006 · 2007 · 2008 · 2009 · 2010 · 2011 · 2012 · 2013 · 2014 · 2015 · 2016 · 2017 · 2018 · 2019 · 2020 · 2021 · 2022 · 2023 · 2024 · 2025